# هالوين: القيامة
هالوين: القيامة (بالإنجليزية: Halloween: Resurrection)‏ هو فيلم رعب تم إنتاجه في الولايات المتحدة وصدر سنة 2002 بطولة بستا رايمز.

## القصة
بعد ثلاث سنوات من قيامه بإرهاب أخته آخر مرة ، يواجهها مايكل مايرز مرة أخرى ، قبل أن يسافر إلى هادونفيلد للتعامل مع طاقم العرض الواقعي الذي يبث من منزله القديم.

## الميزانية والإيرادات
كلف الفيلم 15 مليون دولار وحقق أرباح تقدر بـ 37.6 مليون دولار.

## وصلات خارجية
هالوين: القيامة على موقع IMDb (الإنجليزية)
- هالوين: القيامة على موقع ميتاكريتيك (الإنجليزية)
- هالوين: القيامة على موقع روتن توميتوز (الإنجليزية)
- هالوين: القيامة على موقع نتفليكس (الإنجليزية)
- هالوين: القيامة على موقع قاعدة بيانات الأفلام العربية
- هالوين: القيامة على موقع ألو سيني (الفرنسية)
- هالوين: القيامة على موقع Turner Classic Movies (الإنجليزية)
- هالوين: القيامة على موقع أول موفي (الإنجليزية)
- هالوين: القيامة على موقع بوكس أوفيس موجو (الإنجليزية)
- هالوين: القيامة على موقع فيلمافينيتي (الإسبانية)